# Cuero Connolly

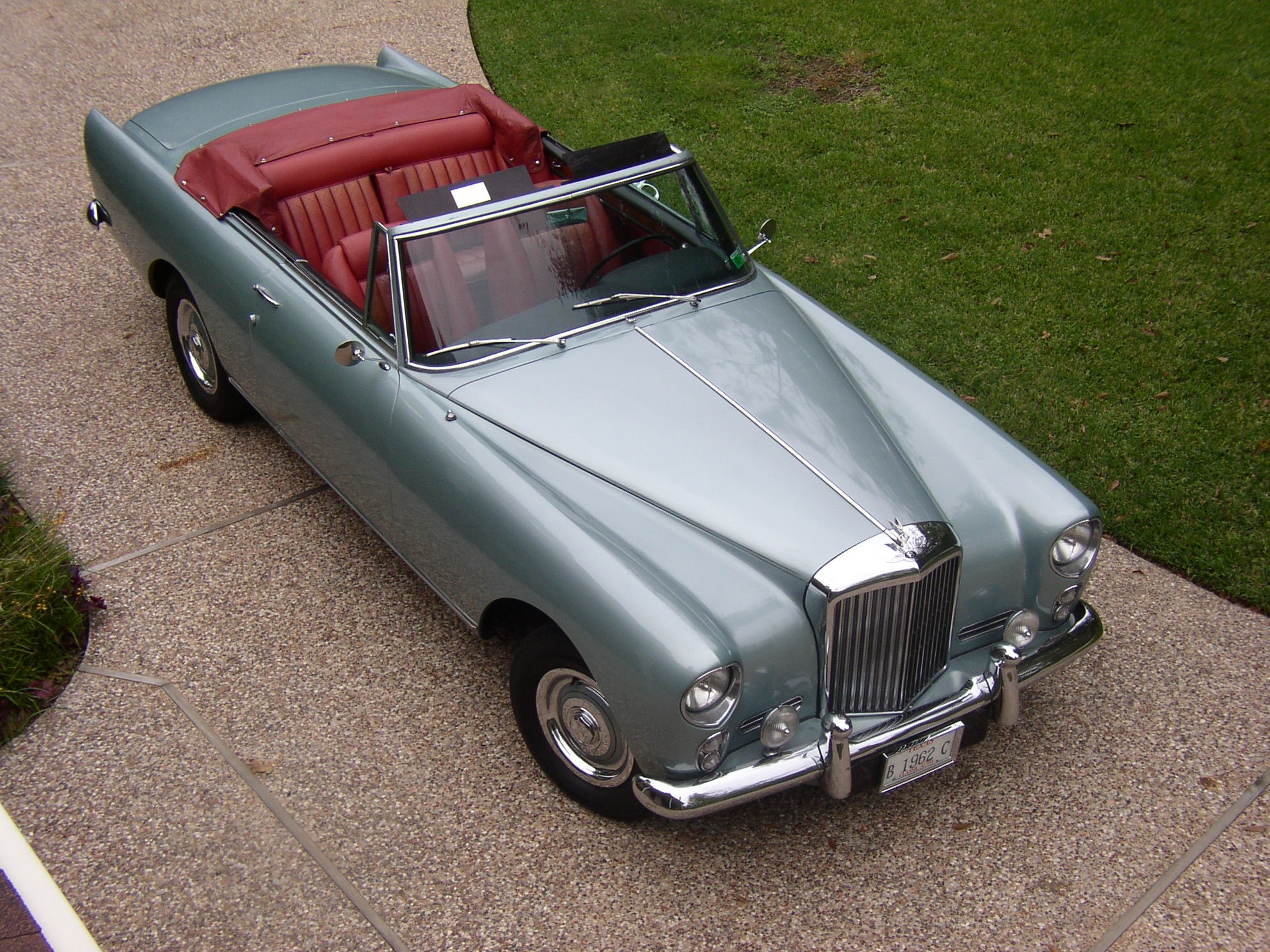
Cuero Connolly en un Bentley S2 Continental de 1962

Se conoce como cuero Connolly a la piel producida por la compañía Connolly Leather Limited, una empresa británica que suministraba cuero de alta calidad principalmente a los fabricantes de automóviles. Fundada en 1878 en Wandle Bank, Wimbledon (Londres), se cerró en 2002. Una firma sucesora, Connolly Brothers, Reino Unido Archivado el 20 de febrero de 2020 en Wayback Machine., ha reanudado la producción de productos de cuero tradicionales de Connolly, incluida su afamada piel Vaumol Archivado el 19 de enero de 2021 en Wayback Machine.. 

## Historia

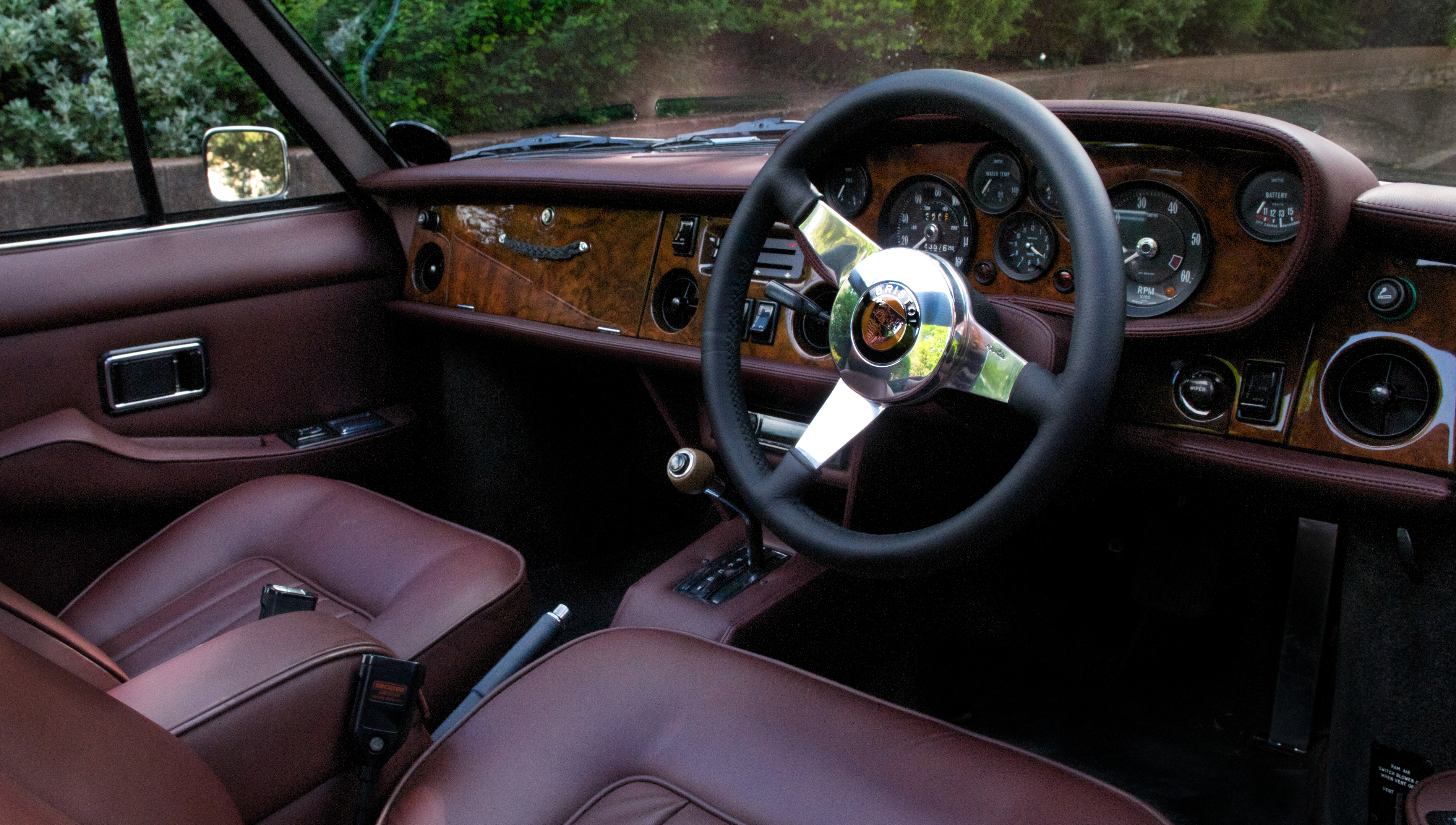
Interior de un Bristol 412 en cuero Connelly

Los hermanos John Joseph y Samuel Frederick Connolly iniciaron un negocio de reparación del calzado en 1878 situado en Euston Road, uno de los primeros en los que los zapatos se arreglaban mientras el cliente esperaba. Poco a poco ampliaron su actividad a la reparación de arneses y de talabartería, así como de tapicerías y de capotas, para lo que empezaron a curtir sus propias pieles. Cuando la incipiente industria automovilística comenzó a desarrollarse a principios del siglo XX, la empresa de los hermanos Connelly estaba preparada para convertirse en el principal suministrador del cuero utilizado en las tapicerías de la gran mayoría de los coches de lujo británicos. En 1927, la empresa ideó un nuevo y revolucionario acabado, que hizo que las pieles estuvieran disponibles en diversos colores, como marrón, rojo, verde y azul.

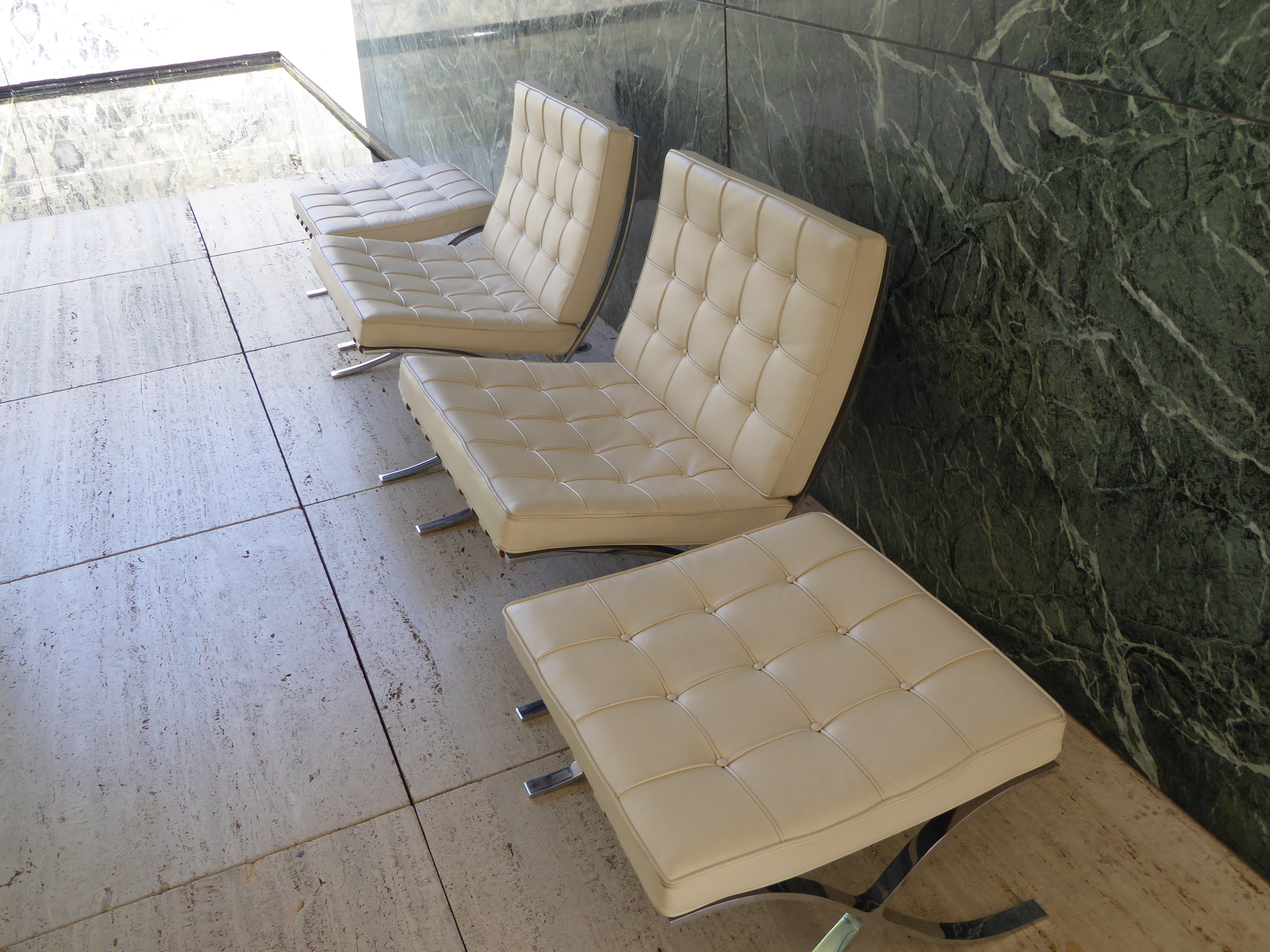
Sillas Barcelona

Durante casi cien años, Connolly suministró la mayor parte del cuero utilizado en la industria automotriz británica, incluidas las firmas Aston Martin & Lagonda, Rolls-Royce & Bentley, Jaguar & Daimler, Vauxhall Motors y los automóviles de Rover (Land Rover y Range Rover), así como algunos modelos MG y Mini durante la era del Grupo Rover. Entre las marcas no británicas figuran Ferrari, Maserati, Lincoln, Nissan y Honda.

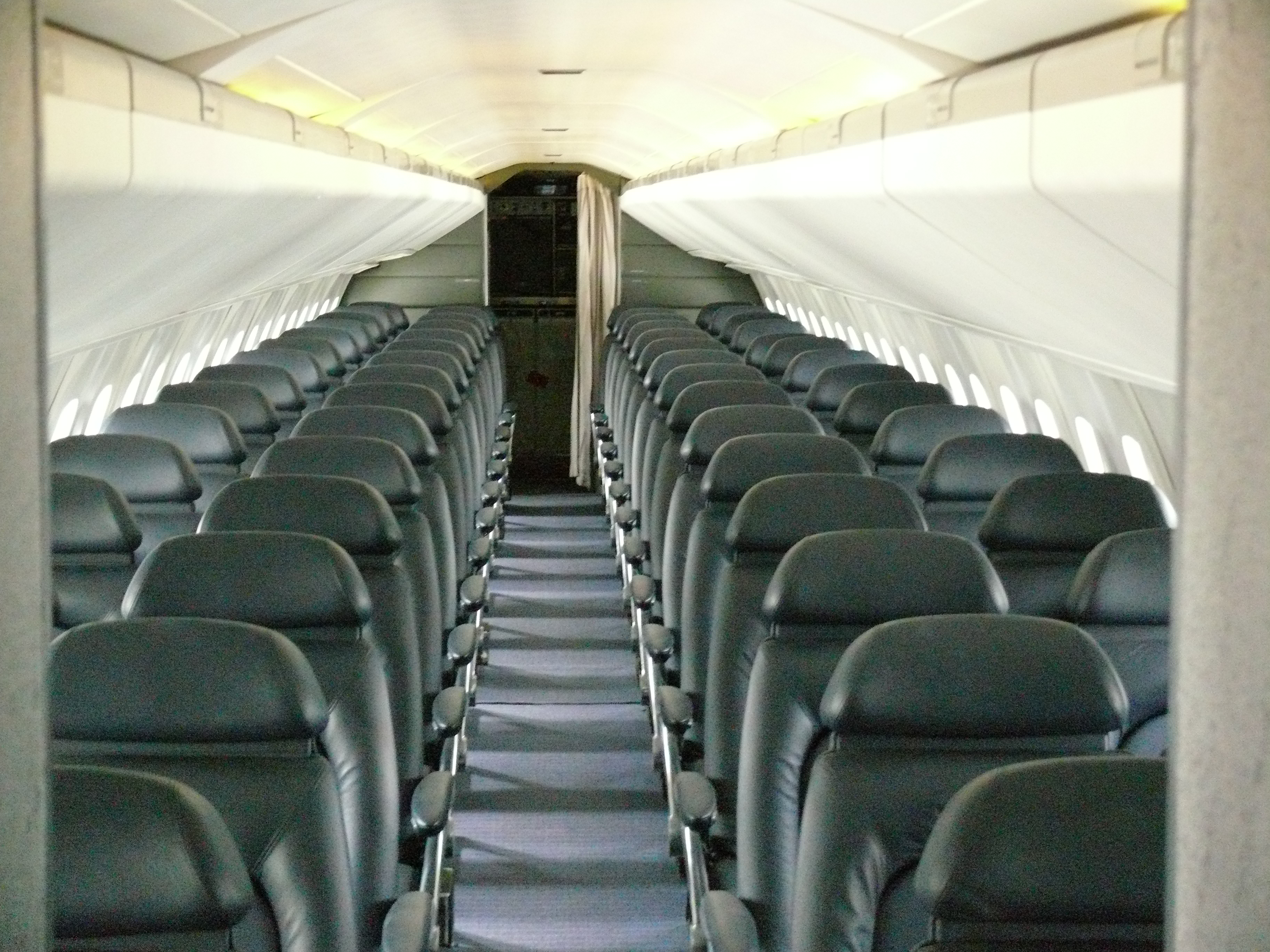
Interior del Concorde

El cuero Connolly también se utilizó en aviones privados y yates de lujo, siendo seleccionado para proyectos tan exclusivos como el Concorde y el transatlántico Queen Elizabeth 2.
Así mismo, llegó al mundo de los interiores y del diseño, siendo utilizado en las sillas Barcelona originales de Mies van der Rohe y en los escaños del Parlamento de Gran Bretaña y de otros países de todo el mundo. Connolly obtuvo una autorización real, siendo nombrado curtidor de la reina Isabel II.
Además de la tapicería, Connolly Leather se ha utilizado en la fabricación de componentes de audio de sonido de alta gama, como los altavoces B&W Signature de la serie 800, algunos equipos de sonido Luxman y las radios de transistores de "diseño retro" del fabricante británico Roberts. 
A finales de la década de 1950 y principios de la de 1960, casi el 85% de las pieles procesadas por Connolly se vendían a la industria del motor, pero a mediados de la década de 1970, esta cifra había caído del 60 al 65% de su producción semanal de 10.000 pieles, debido al uso cada vez mayor de materiales sintéticos en la tapicería de los automóviles.
La familia inició un negocio minorista, Connolly Luxury Leathergoods Limited, que vendía artículos y accesorios de cuero exclusivos y hechos a medida. El negocio desarrolló una clientela de alto perfil que incluía celebridades, miembros de la alta sociedad y líderes de la industria. 
La empresa también vendía productos para el cuidado del cuero (como el Connolly Hide-Food). En el Reino Unido, la restauración del cuero se conoce a veces como "Connollising", gracias a la reputación de la empresa.

### Cierre
Un intento de expandirse en el mercado estadounidense en el decenio de 1990 fracasó gravemente y Connolly Leather dejó de comercializarse en junio de 2002.

### Renacimiento
En 2003, Jonathan Connolly estableció la compañía C B Leather Ltd y reanudó la fabricación y producción de cuero de alta calidad, que pasó a venderse bajo las marcas C B Leather y Connolly Brothers, Reino Unido Archivado el 20 de febrero de 2020 en Wayback Machine..